# ليوناردو فرنانديز لوبيز
ليوناردو فرنانديز لوبيز (بالإسبانية: Leonardo Fernández)‏ (8 نوفمبر 1998 بمونتفيدو في الأوروغواي - ) هو لاعب كرة قدم أوروغواني في مركزي الهجوم والوسط. شارك مع منتخب الأوروغواي تحت 17 سنة لكرة القدم. أما مع النوادي، فقد لعب مع سنترو أتلتيكو فينكس ‏.

## وصلات خارجية
- ليوناردو فرنانديز لوبيز على موقع إي إس بي إن إف سي (الإنجليزية)
- ليوناردو فرنانديز لوبيز على موقع قاعدة بيانات كرة القدم.إي يو (الإنجليزية)
- ليوناردو فرنانديز لوبيز على موقع Soccerway.com (الإنجليزية)
- ليوناردو فرنانديز لوبيز على موقع AS.com (الإسبانية)